# 肯尼迪 (內布拉斯加州)
肯尼迪（英語：Kennedy）是位於美國內布拉斯加州切里縣的非建制地區。

## 歷史
肯尼迪的郵局於1886年設立，其後於1969年停運。

## 地理
肯尼迪所處的海拔為高於海平面926米（即3038英呎），而該地所採用的時區為UTC-6，即北美中部时区（CST）。同時該地設有夏令時間，為UTC-6調快一小時，即UTC-5（CDT）。